# به دوردست‌ها بیا
به دوردست‌ها بیا (به انگلیسی: Come Away) یک فیلم درام فانتزی انگلیسی- آمریکایی محصول سال ۲۰۲۰ میلادی به کارگردانی برندا چپمن و با بازی آنجلینا جولی و دیوید اویلوو است.
این اثر سینمایی در جشنواره فیلم ساندنس در تاریخ ۲۴ ژانویه سال ۲۰۲۰ یکبار منتشر شد.

## بازیگران
- آنجلینا جولی در نقش رز لیتلتون
- دیوید اویلوو در نقش جک لیتلتون
- کیرا چانزا به عنوان آلیس لیتلتون
- جردن نش به عنوان پیتر پن
- آنا چنسلر در نقش النور مورو
- کلارک پیترس در نقش کلاهدوز دیوانه
- گوگو امبتا-را بزرگی آلیس
- مایکل کین چارلی
- دیوید گیسی کاپیتان جیمز
- درک جاکوبی آقای براون
- جنی گلووی هانا اوفارال
- راجر اشتون-گریفیتس
- دامیان اوهار در نقش دکتر ریچاردز
- ریسه ییتس در نقش دیوید لیتلتون
- جیمز پاوی
- دانیل سوان درنقش آقای دارلینگ
- هری نیومن
- الیور نیومن[۱][۲][۳][۴]

## فیلمبرداری
فیلمبرداری در لندن در اوت سال ۲۰۱۸ آغاز شد،

## خلاصه داستان فیلم
این فیلم پیش‌درآمدی بر داستان‌های پیتر پن و آلیس در سرزمین عجایب خواهد بود. پیش از آنکه آلیس به سرزمین عجایب برود، یعنی پیش از آنکه پیتر تبدیل به پن شود، خواهر و برادری بودند؛ هنگامی که برادر بزرگ‌تر این دو شخصیت در حادثه‌ای تراژیک جان خود را از دست می‌دهد، آن‌ها تمام تلاش خود را می‌کنند تا والدین خود را از دالان بی‌انتها و تاریک یأس و نومیدی نجات دهند؛ در این راه این دو در انتها مجبور می‌شوند از میان خانه ماندن و سفر به دنیایی خیالی، یکی را انتخاب کنند. تصمیمی که این دو می‌گیرند، آغازگر سفری ماجراجویانه به «سرزمین عجایب» و «ناکجاآباد» می‌شود.